# Lepidochrysops letsia
Lepidochrysops letsia är en fjärilsart som beskrevs av Henry Trimen 1870. Lepidochrysops letsia ingår i släktet Lepidochrysops och familjen juvelvingar. Inga underarter finns listade i Catalogue of Life.